# Vento di libertà
Vento di libertà (Вольный ветер) è un film del 1961 diretto da Leonid Zacharovič Trauberg e Andrej Tutyškin.